# Lancetes delkeskampi
Lancetes delkeskampi är en skalbaggsart som beskrevs av Ríha 1961. Lancetes delkeskampi ingår i släktet Lancetes och familjen dykare. Inga underarter finns listade i Catalogue of Life.